# Kvalifikace na Mistrovství světa ve fotbale 2022 (AFC)
Týmy, které se kvalifikují na mistrovství světa 2022 v zóně AFC, jsou rovněž kvalifikovány na Asijský pohár 2023 v Číně.

## Formát
Zóna AFC má 4,5 postupových míst (4 týmy přímo na Mistrovství světa ve fotbale 2022 a pátý do mezikontinentální baráže).
Kvalifikace je rozdělena do následujících kol:
- První fáze – týmy z 35.-46. místa v žebříčku asijských týmů FIFA
- Druhé fáze – týmy z 1.-34. místa a 6 vítězů z prvního kola. 40 týmů je rozlosováno do 8 skupin po 5 týmech. Vítězové skupin a čtyři nejlepší týmy z druhého místa postupují do třetí fáze.
- Třetí fáze – z druhé fáze postoupilo 12 týmů. První 2 týmy z každé skupiny postupují na mistrovství světa a třetí tým do baráže o 5. místo.
- Baráž o 5. místo – dvojzápas mezi týmy z 3. místa ve třetím kole. Vítěz postupuje do mezikontinentální baráže.

## Rozdělení do fází
34 nejlepších týmů v žebříčku FIFA v dubna 2019 se kvalifikuje přímo do druhé fáze. Zbývajících 12 týmů začne v první fázi.
| Nasazeni do druhé fáze 1.-34. místo | Nasazeni do druhé fáze 1.-34. místo | Účastníci první fáze 35.-46. místo |
| --- | --- | --- |
| 1. Írán 2. Japonsko 3. Jižní Korea 4. Austrálie 5. Katar 6. SAE 7. Saúdská Arábie 8. Čína 9. Irák 10. Sýrie 11. Uzbekistán 12. Libanon 13. Omán 14. Kyrgyzstán 15. Jordánsko 16. Vietnam 17. Palestina | 1. Indie 2. Bahrajn 3. Thajsko 4. Tádžikistán 5. Severní Korea 6. Filipíny 7. Tchaj-wan 8. Turkmenistán 9. Myanmar 10. Hongkong 11. Jemen 12. Afghánistán 13. Maledivy 14. Kuvajt 15. Indonésie 16. Singapur 17. Nepál | 1. Malajsie 2. Kambodža 3. Macao 4. Laos 5. Bhútán 6. Mongolsko 7. Bangladéš 8. Guam 9. Brunej 10. Východní Timor 11. Pákistán 12. Srí Lanka |

## Program
| Fáze       | Kolo     | Termín          |
| ---------- | -------- | --------------- |
| První fáze | 1. zápas | 6. červen 2019  |
| První fáze | 2. zápas | 11. červen 2019 |

| Fáze       | Kolo | Termín            |
| ---------- | ---- | ----------------- |
| Druhá fáze | 1.   | 2. září 2019      |
| Druhá fáze | 2.   | 7. září 2019      |
| Druhá fáze | 3.   | 7. říjen 2019     |
| Druhá fáze | 4.   | 12. říjen 2019    |
| Druhá fáze | 5.   | 11. listopad 2019 |
| Druhá fáze | 6.   | 16. listopad 2019 |
| Druhá fáze | 7.   | 3. červen 2021    |
| Druhá fáze | 8.   | 7. červen 2021    |
| Druhá fáze | 9.   | 11. červen 2021   |
| Druhá fáze | 10.  | 15. červen 2021   |

| Fáze       | Kolo | Termín            |
| ---------- | ---- | ----------------- |
| Třetí fáze | 1.   | 2. září 2021      |
| Třetí fáze | 2.   | 7. září 2021      |
| Třetí fáze | 3.   | 7. říjen 2021     |
| Třetí fáze | 4.   | 12. říjen 2021    |
| Třetí fáze | 5.   | 11. listopad 2021 |
| Třetí fáze | 6.   | 16. listopad 2021 |
| Třetí fáze | 7.   | 27. ledna 2022    |
| Třetí fáze | 8.   | 1. února 2022     |
| Třetí fáze | 9.   | 24. březen 2022   |
| Třetí fáze | 10.  | 29. březen 2022   |

| Fáze             | Kolo  | Termín      |
| ---------------- | ----- | ----------- |
| Baráž o 5. místo | zápas | červen 2022 |

## První fáze
V tomto kole se utkalo 12 nejhorších asijských týmů ve světovém žebříčku FIFA v lednu 2015. Byly vylosovány do 6 dvojic a odehrály dvojzápasy. Vítězové dvojzápasů postoupí do 2. fáze.

### Los
Losování první fáze proběhlo 17. dubna  2019 v Kuala Lumpur. Týmy byly rozděleny do košů. Byly proti sobě nalosovány týmy z koše A a B.
| Koš A                                                                                               | Koš B |
| --------------------------------------------------------------------------------------------------- | --- |
| 1. Malajsie (168) 2. Kambodža (173) 3. Macao (183) 4. Laos (184) 5. Bhútán (186) 6. Mongolsko (187) | 1. Bangladéš (188) 2. Guam (193) 3. Brunej (194) 4. Východní Timor (195) 5. Pákistán (200) 6. Srí Lanka (202) |

### Zápasy
| 6. červen 2019 |     |        |  |
| Mongolsko      | 2-0 | Brunej |  |
|                |     |        |  |

| 11. červen 2019 |     |           |  |
| Brunej          | 2-1 | Mongolsko |  |
|                 |     |           |  |

- Mongolsko vyhrálo dvojzápas 3-2 a postoupilo do druhé fáze.

| 6. červen 2019 |     |           |  |
| Macao          | 1-0 | Srí Lanka |  |
|                |     |           |  |

| 11. červen 2019 |            |       |  |
| Srí Lanka       | 3-0 (awd.) | Macao |  |
|                 |            |       |  |

- Srí Lanka vyhrál dvojzápas 3-1 a postoupil do druhé fáze.

| 6. červen 2019 |     |           |  |
| Laos           | 0-1 | Bangladéš |  |
|                |     |           |  |

| 11. červen 2019 |     |      |  |
| Bangladéš       | 0-0 | Laos |  |
|                 |     |      |  |

- Bangladéš vyhrál dvojzápas 1-0 a postoupil do druhé fáze.

| 6. červen 2019 |     |                |  |
| Malajsie       | 7-1 | Východní Timor |  |
|                |     |                |  |

| 11. červen 2019 |     |                |  |
| Malajsie        | 5-1 | Východní Timor |  |
|                 |     |                |  |

- Malajsie vyhrála dvojzápas 12-2 a postoupila do druhé fáze.

| 6. červen 2019 |     |          |  |
| Kambodža       | 2-0 | Pákistán |  |
|                |     |          |  |

| 11. červen 2019 |     |          |  |
| Pákistán        | 1-2 | Kambodža |  |
|                 |     |          |  |

- Kambodža vyhrála dvojzápas 4-1 a postoupila do druhé fáze.

| 6. červen 2019 |     |      |  |
| Bhútán         | 1-0 | Guam |  |
|                |     |      |  |

| 11. červen 2019 |     |        |  |
| Guam            | 5-0 | Bhútán |  |
|                 |     |        |  |

- Guam vyhrál dvojzápas 5-1 a postoupil do druhé fáze.

## Druhá fáze
Tohoto kola se zúčastnilo 6 vítězů z předchozího kola a 34 nejlepších týmů z AFC. Byly rozděleny do osmi skupin po pěti týmech. Vítězové skupin a čtyři nejlepší týmy z druhých míst se postoupily do dalšího kola.
Rozlosování skupin se konalo 17. července 2019.

### Skupiny

#### Skupina A
| Tým      | Z | V | R | P | VG | IG | +/− | B  |
| -------- | - | - | - | - | -- | -- | --- | -- |
| Sýrie    | 8 | 7 | 0 | 1 | 22 | 7  | +15 | 21 |
| Čína     | 8 | 6 | 1 | 1 | 30 | 3  | +27 | 19 |
| Filipíny | 8 | 3 | 2 | 3 | 12 | 11 | +1  | 11 |
| Maledivy | 8 | 2 | 1 | 5 | 7  | 20 | −13 | 7  |
| Guam     | 8 | 0 | 0 | 8 | 2  | 32 | −30 | 0  |

#### Skupina B
| Tým       | Z | V | R | P | VG | IG | +/− | B  |
| --------- | - | - | - | - | -- | -- | --- | -- |
| Austrálie | 8 | 8 | 0 | 0 | 28 | 2  | +26 | 24 |
| Kuvajt    | 8 | 4 | 2 | 2 | 19 | 7  | +12 | 14 |
| Jordánsko | 8 | 4 | 2 | 2 | 13 | 3  | +10 | 14 |
| Nepál     | 8 | 2 | 0 | 6 | 4  | 22 | −18 | 6  |
| Tchaj-wan | 8 | 0 | 0 | 8 | 4  | 34 | −30 | 0  |

#### Skupina C
| Tým      | Z | V | R | P | VG | IG | +/− | B  |
| -------- | - | - | - | - | -- | -- | --- | -- |
| Írán     | 8 | 6 | 0 | 2 | 34 | 4  | +30 | 18 |
| Irák     | 8 | 5 | 2 | 1 | 14 | 4  | +10 | 17 |
| Bahrajn  | 8 | 4 | 3 | 1 | 15 | 4  | +11 | 15 |
| Hongkong | 8 | 1 | 2 | 5 | 4  | 13 | −9  | 5  |
| Kambodža | 8 | 0 | 1 | 7 | 2  | 44 | −42 | 1  |

#### Skupina D
| Tým            | Z | V | R | P | VG | IG | +/− | B  |
| -------------- | - | - | - | - | -- | -- | --- | -- |
| Saúdská Arábie | 8 | 6 | 2 | 0 | 22 | 4  | +18 | 20 |
| Uzbekistán     | 8 | 5 | 0 | 3 | 18 | 9  | +9  | 15 |
| Palestina      | 8 | 3 | 1 | 4 | 10 | 10 | 0   | 10 |
| Singapur       | 8 | 2 | 1 | 5 | 7  | 22 | −15 | 7  |
| Jemen          | 8 | 1 | 2 | 5 | 6  | 18 | −12 | 5  |

#### Skupina E
| Tým         | Z | V | R | P | VG | IG | +/− | B  |
| ----------- | - | - | - | - | -- | -- | --- | -- |
| Katar       | 8 | 7 | 1 | 0 | 18 | 1  | +17 | 22 |
| Omán        | 8 | 6 | 0 | 2 | 16 | 6  | +10 | 18 |
| Indie       | 8 | 1 | 4 | 3 | 6  | 7  | −1  | 7  |
| Afghánistán | 8 | 1 | 3 | 4 | 5  | 15 | −10 | 6  |
| Bangladéš   | 8 | 0 | 2 | 6 | 3  | 19 | −16 | 2  |

#### Skupina F
| Tým         | Z | V | R | P | VG | IG | +/− | B  |
| ----------- | - | - | - | - | -- | -- | --- | -- |
| Japonsko    | 8 | 8 | 0 | 0 | 46 | 2  | +44 | 24 |
| Tádžikistán | 8 | 4 | 1 | 3 | 14 | 12 | +2  | 13 |
| Kyrgyzstán  | 8 | 3 | 1 | 4 | 19 | 12 | +7  | 10 |
| Mongolsko   | 8 | 2 | 0 | 6 | 3  | 27 | −24 | 6  |
| Myanmar     | 8 | 2 | 0 | 6 | 6  | 35 | −29 | 6  |

#### Skupina G
| Tým       | Z | V | R | P | VG | IG | +/− | B  |
| --------- | - | - | - | - | -- | -- | --- | -- |
| SAE       | 8 | 6 | 0 | 2 | 23 | 6  | +17 | 18 |
| Vietnam   | 8 | 5 | 2 | 1 | 12 | 5  | +7  | 17 |
| Malajsie  | 8 | 4 | 0 | 4 | 10 | 12 | −2  | 12 |
| Thajsko   | 8 | 2 | 3 | 3 | 9  | 9  | 0   | 9  |
| Indonésie | 8 | 0 | 1 | 7 | 5  | 27 | −22 | 1  |

#### Skupina H
| Tým                        | Z | V | R | P | VG | IG | +/− | B  |
| -------------------------- | - | - | - | - | -- | -- | --- | -- |
| Jižní Korea                | 6 | 5 | 1 | 0 | 22 | 1  | +21 | 16 |
| Libanon                    | 6 | 3 | 1 | 2 | 11 | 8  | +3  | 10 |
| Turkmenistán               | 6 | 3 | 0 | 3 | 8  | 11 | −3  | 9  |
| Srí Lanka                  | 6 | 0 | 0 | 6 | 2  | 23 | −21 | 0  |
| Severní Korea (odstoupili) |   |   |   |   |    |    |     |    |

#### Hodnocení týmů na druhém(2) místě
| Tým                     | Z | V | R | P | VG | IG | +/− | B  |
| ----------------------- | - | - | - | - | -- | -- | --- | -- |
| Čína (Skupina A)        | 6 | 4 | 1 | 1 | 16 | 3  | +13 | 13 |
| Omán (Skupina E)        | 6 | 4 | 0 | 2 | 9  | 5  | +4  | 12 |
| Irák (Skupina C)        | 6 | 3 | 2 | 1 | 6  | 3  | +3  | 11 |
| Vietnam (Skupina G)     | 6 | 3 | 2 | 1 | 6  | 4  | +2  | 11 |
| Libanon (Skupina H)     | 6 | 3 | 1 | 2 | 11 | 8  | +3  | 10 |
| Tádžikistán (Skupina F) | 6 | 3 | 1 | 2 | 7  | 8  | −1  | 10 |
| Uzbekistán (Skupina D)  | 6 | 3 | 0 | 3 | 12 | 9  | +3  | 9  |
| Kuvajt (Skupina B)      | 6 | 2 | 2 | 2 | 8  | 6  | +2  | 8  |

## Třetí fáze
V tomto kole bylo 12 týmů (8 vítězů skupin a 4 nejlepší z druhého místa) z předchozího kola. Byly rozděleny do dvou skupin. Každá skupina měla šest týmů. Dva nejlepší týmy ve skupině se kvalifikují na mistrovství světa 2022, zatímco třetí týmy se postoupí do baráže.
Losování se konalo 1. července 2021.

### Los
| Koš 1                         | Koš 2                                 | Koš 3                              | Koš 4                     | Koš 5                      | Koš 6                           |
| ----------------------------- | ------------------------------------- | ---------------------------------- | ------------------------- | -------------------------- | ------------------------------- |
| 1. Japonsko (23) 2. Írán (25) | 1. Austrálie (37) 2. Jižní Korea (39) | 1. Saúdská Arábie (60) 2. SAE (69) | 1. Irák (71) 2. Čína (72) | 1. Omán (80) 2. Sýrie (81) | 1. Vietnam (92) 2. Libanon (98) |

### Skupiny
Skupina A
- Bude se hrát od	2. září 2021 do 29. března 2022

| Tým         | Z  | V | R | P | VG | IG | +/- | B  | výsledek          |
| ----------- | -- | - | - | - | -- | -- | --- | -- | ----------------- |
| Írán        | 10 | 8 | 1 | 1 | 15 | 4  | +11 | 25 | postup na MS 2022 |
| Jižní Korea | 10 | 7 | 2 | 1 | 13 | 3  | +10 | 23 | postup na MS 2022 |
| SAE         | 10 | 3 | 3 | 4 | 7  | 7  | 0   | 12 | postup do baráže  |
| Irák        | 10 | 1 | 3 | 3 | 6  | 12 | -6  | 6  |                   |
| Sýrie       | 10 | 1 | 3 | 6 | 9  | 16 | -7  | 6  |                   |
| Libanon     | 10 | 1 | 3 | 6 | 5  | 13 | -8  | 6  |                   |

Skupina B
- Bude se hrát od	2. září 2021 do 29. března 2022

| Tým            | Z  | V | R | P | VG | IG | +/- | B  | výsledek          |
| -------------- | -- | - | - | - | -- | -- | --- | -- | ----------------- |
| Saúdská Arábie | 10 | 7 | 2 | 1 | 12 | 6  | +6  | 23 | postup na MS 2022 |
| Japonsko       | 10 | 7 | 1 | 2 | 12 | 4  | +8  | 22 | postup na MS 2022 |
| Austrálie      | 10 | 4 | 3 | 3 | 15 | 9  | +6  | 15 | postup do baráže  |
| Omán           | 10 | 4 | 2 | 4 | 11 | 10 | +1  | 14 |                   |
| Čína           | 10 | 1 | 3 | 6 | 9  | 19 | -10 | 6  |                   |
| Vietnam        | 10 | 1 | 1 | 8 | 8  | 19 | -11 | 4  |                   |

## Baráž o 5. místo
Do tohoto kola postoupily 2 týmy ze třetích míst z předchozího kola. Vítěz tohoto duelu Austrálie postoupila do mezikontinentální baráže.
| 7. června 2022 20:00 |     |                        |                                                                                  |
| SAE                  | 1:2 | Austrálie              | Stadion Ahmada bin Alího, Al Raján Katar diváci: 6 500 rozhodčí: Ilgiz Tantashev |
| Canedo 57'           |     | Irvine 53' Hrustic 84' | Stadion Ahmada bin Alího, Al Raján Katar diváci: 6 500 rozhodčí: Ilgiz Tantashev |